# دارن ادموندسون
دارن ادموندسون (انگلیسی: Darren Edmondson؛ زادهٔ ۴ نوامبر ۱۹۷۱) بازیکن فوتبال اهل بریتانیا است.
از باشگاه‌هایی که در آن بازی کرده‌است می‌توان به باشگاه فوتبال یورک سیتی، باشگاه فوتبال وورکینگتون ای. اف. سی، باشگاه فوتبال بارو، باشگاه فوتبال کارلایل یونایتد، باشگاه فوتبال پلیموث آرگیل، و باشگاه فوتبال هادرزفیلد تاون اشاره کرد.